# Valsas de Viena
Waltzes from Vienna (bra/prt: Valsas de Viena), originalmente chamado The Great Waltz e distribuído nos Estados Unidos como Strauss's Great Waltz, é um filme estadunidense de 1934, dos gêneros drama, biografia, romance e comédia, dirigido por Alfred Hitchcock, com roteiro baseado na opereta Walzer aus Wien, com libreto de Alfred Maria Willner, Heinz Reichert e Ernst Marischka e música de Johann Strauss, filho.

## Enredo
Johan Strauss Jr. é forçado por seu pai a esquecer a música e ir trabalhar em uma confeitaria. Lá ele se apaixona por Resi, uma ciumenta garota que tenta impedir que ele componha uma valsa para a rica condessa, após um pedido especial. 

## Elenco
- Esmond Knight como Johann Strauss II, o jovem
- Jessie Matthews como Resi
- Edmund Gwenn como Johann Strauss I, o velho
- Fay Compton como Condessa Helga von Stahl
- Frank Vosper como Prícipe Gustav
- Robert Hale como Ebezeder
- Marcus Barron como Drexter
- Charles Heslop como Valet
- Betty Huntley-Wright como empregada da condessa
- Hindle Edgar como Leopold
- Sybil Grove como Madame Fouchett
- Billy Shine Jr. como Carl
- Bertram Dench como o Maquinista
- B. M. Lewis como Domeyer
- Cyril Smith como o Secretário